# Racimierz (powiat goleniowski)
Racimierz (do 1945 niem. Hermannsthal) – wieś w północno-zachodniej Polsce, położona w województwie zachodniopomorskim, w powiecie goleniowskim, w gminie Stepnica. 
Według danych z 31 grudnia 2009 r. wieś zamieszkiwało 221 osób, a razem z integralną częścią wsi Łąką – 535 osób.
Wieś leży w sołectwie Żarnowo, na skraju Równiny Goleniowskiej (lasy Puszczy Goleniowskiej oraz Doliny Dolnej Odry (łąki i bagna), przy drodze łączącej Stepnicę w Wolinem, ok. 11 km na północ od Stepnicy, obecnie ok. 230 mieszkańców.

## Części wsi
| SIMC    | Nazwa | Rodzaj                      |
| ------- | ----- | --------------------------- |
| 0783858 | Łąka  | część wsi (od 2023 r. wieś) |

Wieś posiada układ ulicówki. Przy głównej drodze stoją dawne zagrody rolnicze. Dziś mieszkańcy zajmują się nie tylko rolnictwem. Najstarsze chałupy zostały wzniesione na początku XX wieku. Większość pochodzi z lat 20. oraz czasów współczesnych. Do cennych architektonicznie należy kilka murowanych budynków gospodarczych oraz ryglowych stodół, krytych również strzechą z lat 60. XIX wieku oraz początków ubiegłego stulecia. Nie zachowała się kaplica oraz wiatraki, które zostały zburzone po II wojnie światowej. Obecnie wieś pełni funkcję rolniczo-usługową. Znajduje się tutaj sklep spożywczy i przystanek PKS. Razem z Żarnowem i Łaką tworzy zespół wiejski, ciągnący się wzdłuż jednej drogi kilka kilometrów. Racimierz graniczy bezpośrednio z tymi wsiami. Okoliczne tereny to od strony zachodniej podmokłe łąki, przeszyte kanałami (atrakcje dla wędkarzy), znajduje się tam rezerwat przyrody „Czarnocin”. Tereny na wschód od wsi porastają lasy Puszczy Goleniowskiej, drogi prowadzą do osady Machowica. Są to tereny ciekawe dla grzybiarzy, myśliwych i turystów, administrowane przez Nadleśnictwo Goleniów.
Przez wieś prowadzi znakowany  zielony turystyczny Szlak Stepnicki (Stepnica → Wolin) oraz zielony  Międzynarodowy szlak rowerowy wokół Zalewu Szczecińskiego R-66.

### Przynależność polityczno-administracyjna
|                   | Okres        | Jednostki podziału terytorialnego                                                         |
| ----------------- | ------------ | ----------------------------------------------------------------------------------------- |
| Związek Niemiecki | 1816–1866    | Związek Niemiecki, Królestwo Prus, prowincja Pomorze                                      |
|                   | 1866–1871    | Związek Północnoniemiecki, Królestwo Prus, prowincja Pomorze                              |
|                   | 1871–1918    | Cesarstwo Niemieckie, Królestwo Prus, prowincja Pomorze                                   |
|                   | 1919–1933    | Rzesza Niemiecka (Republika Weimarska), kraj związkowy Prusy, prowincja Pomorze           |
| III Rzesza        | 1933–1945    | III Rzesza, prowincja Pomorze                                                             |
| Polska            | 1945 - 1950  | Rzeczpospolita Polska (Polska Ludowa), województwo szczecińskie                           |
| Polska            | 1950 - 1957  | Rzeczpospolita Polska (Polska Ludowa), województwo szczecińskie                           |
| Polska            | 1957 - 1975  | Polska Rzeczpospolita Ludowa, województwo szczecińskie                                    |
| Polska            | 1975 - 1989  | Polska Rzeczpospolita Ludowa, województwo szczecińskie                                    |
| Polska            | 1989 - 1998  | Rzeczpospolita Polska, województwo szczecińskie, gmina Stepnica                           |
| Polska            | 1999 - teraz | Rzeczpospolita Polska, województwo zachodniopomorskie, powiat goleniowski, gmina Stepnica |